# Herbstia brasiliana
Herbstia es un género  de  fanerógamas de la familia Amaranthaceae. Su especie tipo: Herbstia brasiliana, es originaria de Sudamérica donde se encuentra en Argentina, Paraguay y Brasil donde se distribuye en la Mata atlántica en São Paulo y Paraná.

## Taxonomía
Herbstia brasiliana fue descrita por  (Moq.) Sohmer y publicado en Brittonia 28(4): 450–452, f. 2, 6. 1976[1977].
Sinonimia
- Banalia brasiliana Moq.
- Banalia chyrsiflora Seling
- Chamissoa brasiliana (Moq.) R.E.Fr.	[3]